# 프린스 오브 다크니스 (영화)
《프린스 오브 다크니스》(영어: Prince of Darkness)는 미국에서 제작된 1987년 초자연 공포 영화이다. 존 카펜터가 각본, 공동 작곡, 연출을 맡았다. 카펜터는 이 영화를 《괴물》(1982), 《매드니스》(1994)와 함께 묶어 어포컬립스 삼부작이라고 부른다. 도널드 플레전스 등이 출연하였고, 래리 J. 프랭코 등이 제작에 참여하였다.

## 줄거리
로스앤젤레스 가톨릭교회 수도원 세인트고더즈에서 양자물리학자 하워드 비랙 교수와 전공생들을 지하로 초청해 한 원기둥 형태 용기에 담긴 녹색 액체를 조사해달라고 요청한다. 이 수도원은 꿈을 통해 교통하는 "잠의 형제단"(The Brotherhood of Sleep) 수도회에 속해있다.
용기 옆에서 발견된 고문서는 2천년 전에 작성되었으며 라틴어, 콥트어, 그리스어, 숫자 등으로 구성돼있다. 이를 컴퓨터로 해석해보니 미분 방정식이 드러나고, 이 용기는 사탄 혹은 악마로 불리는 어둠의 왕자(Prince of Darkness)의 육체화된 화신을 가둬놓은 것이고 이걸 중동에 묻었던 장본인은 다름 아닌 사탄의 아버지라는 구절이 포함돼있다. 또한 예수는 지구에 이 용기에 관해 경고하려고 했다가 이단으로 몰려 죽은 외계 생명이라고 적혀있다.
수도원 안에서 분석이 계속되는 가운데 이틀의 시간이 흐르면서 용기에서 지각력과 염력을 갖춘 이 녹색 액체가 미량 분출되고, 여기에 노출되어 빙의된 사람들은 악령에 씌여 다른 사람들을 공격한다. 또한 이에 영향을 받은 근방 노숙자들이 수도원 주변을 둘러싸고, 이곳을 떠나려는 사람들을 살해한다.
신부는 가톨릭교회가 인류에게 혼란을 가져오는 사태를 피하기 위해 과거 과학으로는 입증 불가능한 물질이었던 사탄을 인간 마음 속에 존재하는 순수 악, 영적 존재로 규정하며 진실을 감춰온 것을 깨닫고 한탄한다. 비랙 교수는 아원자 입자의 작동 양식을 주관하려는 신(神)의 어떤 의지가 있는데, 오늘날 모든 입자에는 이에 상응하는 음화된 거울상인 반입자가 존재하며, 이제 우주의 의지는 현 인류가 있는 이 우주가 아니라 반신(反神)이 있는 거울 세계 우주에 있으며 이 반신은 이 우주에 빛 대신 어둠을 가져올 존재일지도 모른다고 추정한다. 사탄은 바로 이 반신의 자손인 것이다. 곧 수도원 내 생존자들은 1999년의 미래에서 과거 인류인 자신들에게 경고를 하기 위해서 타키온을 매개로 미래의 실제 방송을 전송했으며, 자신들이 이를 꿈의 형태로 공유해왔다는 걸 알게 된다.
다들 사탄에게 사로잡힌 사람들과 싸우는 사이 액체가 주입된 켈리는 사탄의 새로운 그릇이 되어 염력과 재생력을 갖추게 된다. 켈리는 벽 거울을 차원의 입구로 써서 반신을 소환하고 반신의 손이 이쪽 세계로 넘어온다. 캐서린은 켈리를 막으려다가 같이 거울 너머로 넘어가고, 신부는 도끼로 거울을 깨서 반신, 켈리, 캐서린을 다른 차원 안에 가둔다. 곧 빙의된 자들이 죽고, 길거리 사람들이 물러나고, 브라이언, 월터, 비랙 교수, 신부가 구출된다.
얼마 뒤 빙의된 것으로 보이는 캐서린이 나오는 꿈을 반복해서 꾸던 브라이언이 잠에서 깨어나자마자 침실 거울에 손을 가져다 대면서 영화가 끝이 난다.

## 출연
- 도널드 플레전스 - 신부 역
- 빅터 웡 - 하워드 비랙 역
- 제임슨 파커 - 브라이언 마시 역
- 리사 블런트 - 캐서린 댄포스, 브라이언의 연인 역
- 데니스 던 - 월터 퐁 역
- 앤 옌 - 리사 역
- 켄 라이트 - 로맥스 역
- 더크 블로커 - 멀린스 역
- 제시 로런스 퍼거슨 - 콜더 역
- 피터 제이슨 - 레이히 박사 역
- 로버트 그라스미어 - 프랭크 윈덤 역
- 톰 브레이 - 에친슨 역
- 앨리스 쿠퍼 - 길거리 조현병 환자 역
- 조애나 멀린

## 기타 제작진
- 미술: 대니얼 A. 로미노
- 음향 부문: 토머스 코지
- 대본 감독: 샌디 킹

## 반응

### 수상 및 후보
존 카펜터가 1988년 제15회 새턴상 음악상 후보에 올랐다.

### 영향
다양한 음악가와 음반 제작자들이 꿈 장면에 나오는 음성을 샘플링에 활용하였다. DJ 섀도의 데뷔 음반 Endtroducing.....(1996)에도 포함되어있다.